# Академічне веслування на літніх Олімпійських іграх 2016 — парні двійки, легка вага (жінки)
Змагання з академічного веслування серед двійок (жінки) на літніх Олімпійських іграх 2016 пройшли з 7 по 12 серпня в Лагуні Родрігу-ді-Фрейташ. Участь брали 40 спортсменок.

## Призери
| Золото                            | Срібло                                     | Бронза                            |
| Ілсе Пауліс (NED) Майке Гед (NED) | Ліндсей Дженнеріч (CAN) Патрісія Обі (CAN) | Хуан Вен'ї (CHN) Пан Фейхун (CHN) |

## Рекорди
Станом на 7 серпня 2016 світовий і олімпійський рекорди були такими:
| Світовий рекорд     | Майке Гед та Ілсе Пауліс (Нідерланди)      | 06:47,690 | Познань, Польща | 19 червня 2016 |
| Олімпійський рекорд | Саллі Ньюмарч та Ембер Холідей (Австралія) | 06:49,900 | Афіни, Греція   | 15 серпня 2004 |

## Розклад
Час місцевий (UTC−3).
| Дата      | Час         | Раунд            |
| --------- | ----------- | ---------------- |
| 7 серпня  | 10:40–11:10 | Попередній етап  |
| 8 серпня  | 09:20–09:30 | Відбірковий етап |
| 9 серпня  | 11:10–11:20 | Півфінали C/D    |
| 10 серпня | 08:50–09:00 | Півфінали A/B    |
| 10 серпня | 12:00 12:20 | Фінал D Фінал C  |
| 12 серпня | 09:10       | Фінал B          |
| 12 серпня | 10:00       | Фінал A          |

## Змагання

### Попередній етап
Перші два спортсмени з кожного заїзду безпосередньо проходять до півфіналу змагань. Всі інші спортсмени потрапляють у відбіркові заїзди, де будуть розіграні ще чотири півфінальних місця.

#### Заїзд 1
| Місце | Спортсмен                                     | Час     |
| ----- | --------------------------------------------- | ------- |
| 1     | Хуан Вен'ї (CHN) Пан Фейхун (CHN)             | 7:00,13 |
| 2     | Анне Лолк Томсен (DEN) Юліане Расмуссен (DEN) | 7:01,84 |
| 3     | Кетлін Бертко (USA) Девері Карц (USA)         | 7:07,37 |
| 4     | Валентина Родіні (ITA) Лаура Мілані (ITA)     | 7:09,12 |
| 5     | Кетрін Коупленд (GBR) Шарлотт Тейлор (GBR)    | 7:10,25 |

#### Заїзд 2
| Місце | Спортсмен                                            | Час     |
| ----- | ---------------------------------------------------- | ------- |
| 1     | Ілсе Пауліс (NED) Майке Гед (NED)                    | 6:57,28 |
| 2     | Джулія Едвард (NZL) Софі Маккензі (NZL)              | 7:02,01 |
| 3     | Джаніна-Елена Беляге (ROU) Йонела-Лівія Легачі (ROU) | 7:07,29 |
| 4     | Аямі Ойсі (JPN) Тіакі Томіта (JPN)                   | 7:15,75 |
| 5     | Пхам Тхі Тхао (VIE) Та Тхань Хюєн (VIE)              | 7:29,91 |

#### Заїзд 3
| Місце | Спортсмен                                     | Час     |
| ----- | --------------------------------------------- | ------- |
| 1     | Урсула Гроблер (RSA) Кірстен Макканн (RSA)    | 7:07,37 |
| 2     | Шинейд Лінч (IRL) Клер Ламб (IRL)             | 7:10,91 |
| 3     | Фернанда Нуньєс (BRA) Ванесса Коцці (BRA)     | 7:20,79 |
| 4     | Їслена Ернандес (CUB) Лісет Ернандес (CUB)    | 7:26,43 |
| 5     | Нур Ель-Худа Еттаїб (TUN) Хадіджа Крімі (TUN) | 7:43,33 |

#### Заїзд 4
| Місце | Спортсмен                                  | Час     |
| ----- | ------------------------------------------ | ------- |
| 1     | Ліндсей Дженнеріч (CAN) Патрісія Обі (CAN) | 7:03,51 |
| 2     | Вероніка Дереш (POL) Йоанна Дороцяк (POL)  | 7:05,02 |
| 3     | Марі-Луїз Дрегер (GER) Фіні Штурм (GER)    | 7:11,08 |
| 4     | Меліта Абрахам (CHI) Хосефа Веліс (CHI)    | 7:20,63 |
| 5     | Лі Єн Їнь (HKG) Лі Ка Ман (HKG)            | 7:29,87 |

### Відбірковий етап
З кожного відбіркового заїзду у півфінал проходило по два спортсмени. Решта веслярів потрапляли до півфіналів C/D, де розігрували місця з 13-го по 20-е.

#### Заїзд 1
| Місце | Спортсмен                                  | Час     |
| ----- | ------------------------------------------ | ------- |
| 1     | Кетлін Бертко (USA) Девері Карц (USA)      | 7:58,90 |
| 2     | Аямі Ойсі (JPN) Тіакі Томіта (JPN)         | 8:00,50 |
| 3     | Кетрін Коупленд (GBR) Шарлотт Тейлор (GBR) | 8:05,70 |
| 4     | Меліта Абрахам (CHI) Хосефа Веліс (CHI)    | 8:11,97 |
| 5     | Фернанда Нуньєс (BRA) Ванесса Коцці (BRA)  | 8:15,53 |
| 6     | Лі Єн Їнь (HKG) Лі Ка Ман (HKG)            | 8:20,96 |

#### Заїзд 2
| Місце | Спортсмен                                            | Час     |
| ----- | ---------------------------------------------------- | ------- |
| 1     | Джаніна-Елена Беляге (ROU) Йонела-Лівія Легачі (ROU) | 8:00,47 |
| 2     | Марі-Луїз Дрегер (GER) Фіні Штурм (GER)              | 8:02,28 |
| 3     | Валентина Родіні (ITA) Лаура Мілані (ITA)            | 8:03,03 |
| 4     | Пхам Тхі Тхао (VIE) Та Тхань Хюєн (VIE)              | 8:19,79 |
| 5     | Їслена Ернандес (CUB) Лісет Ернандес (CUB)           | 8:22,05 |
| 6     | Нур Ель-Худа Еттаїб (TUN) Хадіджа Крімі (TUN)        | 8:33,49 |

### Півфінали

#### Півфінали C/D
Перші три спортсмени з кожного заїзду проходять у фінал C, інші потрапляють у фінал D.

##### Заїзд 1
| Місце | Спортсмен                                  | Час     |
| ----- | ------------------------------------------ | ------- |
| 1     | Кетрін Коупленд (GBR) Шарлотт Тейлор (GBR) | 7:59,11 |
| 2     | Лі Єн Їнь (HKG) Лі Ка Ман (HKG)            | 8:14,17 |
| 3     | Пхам Тхі Тхао (VIE) Та Тхань Хюєн (VIE)    | 8:18,47 |
| 4     | Їслена Ернандес (CUB) Лісет Ернандес (CUB) | 8:27,44 |

##### Заїзд 2
| Місце | Спортсмен                                     | Час     |
| ----- | --------------------------------------------- | ------- |
| 1     | Валентина Родіні (ITA) Лаура Мілані (ITA)     | 8:11,21 |
| 2     | Фернанда Нуньєс (BRA) Ванесса Коцці (BRA)     | 8:14,06 |
| 3     | Меліта Абрахам (CHI) Хосефа Веліс (CHI)       | 8:20,26 |
| 4     | Нур Ель-Худа Еттаїб (TUN) Хадіджа Крімі (TUN) | 8:29,45 |

### Півфінали A/B
Перші три спортсмени з кожного заїзду проходять у фінал A, інші потрапляють у фінал B.

#### Заїзд 1
| Місце | Спортсмен                                            | Час     |
| ----- | ---------------------------------------------------- | ------- |
| 1     | Урсула Гроблер (RSA) Кірстен Макканн (RSA)           | 7:19,09 |
| 2     | Джулія Едвард (NZL) Софі Маккензі (NZL)              | 7:19,27 |
| 3     | Хуан Вен'ї (CHN) Пан Фейхун (CHN)                    | 7:20,94 |
| 4     | Джаніна-Елена Беляге (ROU) Йонела-Лівія Легачі (ROU) | 7:21,38 |
| 5     | Вероніка Дереш (POL) Йоанна Дороцяк (POL)            | 7:22,06 |
| 6     | Аямі Ойсі (JPN) Тіакі Томіта (JPN)                   | 7:46,41 |

#### Заїзд 2
| Місце | Спортсмен                                     | Час     |
| ----- | --------------------------------------------- | ------- |
| 1     | Ілсе Пауліс (NED) Майке Гед (NED)             | 7:13,93 |
| 2     | Ліндсей Дженнеріч (CAN) Патрісія Обі (CAN)    | 7:16,35 |
| 3     | Шинейд Лінч (IRL) Клер Ламб (IRL)             | 7:18,24 |
| 4     | Анне Лолк Томсен (DEN) Юліане Расмуссен (DEN) | 7:20,29 |
| 5     | Кетлін Бертко (USA) Девері Карц (USA)         | 7:22,78 |
| 6     | Марі-Луїз Дрегер (GER) Фіні Штурм (GER)       | 7:33,21 |

### Фінали

#### Фінал D
| Місце | Спортсмен                                     | Час     |
| ----- | --------------------------------------------- | ------- |
| 1     | Їслена Ернандес (CUB) Лісет Ернандес (CUB)    | 7:50,21 |
| 2     | Нур Ель-Худа Еттаїб (TUN) Хадіджа Крімі (TUN) | 7:56,26 |

#### Фінал C
| Місце | Спортсмен                                  | Час     |
| ----- | ------------------------------------------ | ------- |
| 1     | Валентина Родіні (ITA) Лаура Мілані (ITA)  | 7:36,64 |
| 2     | Кетрін Коупленд (GBR) Шарлотт Тейлор (GBR) | 7:37,89 |
| 3     | Фернанда Нуньєс (BRA) Ванесса Коцці (BRA)  | 7:44,78 |
| 4     | Лі Єн Їнь (HKG) Лі Ка Ман (HKG)            | 7:46,85 |
| 5     | Меліта Абрахам (CHI) Хосефа Веліс (CHI)    | 7:46,99 |
| 6     | Пхам Тхі Тхао (VIE) Та Тхань Хюєн (VIE)    | DNS     |

#### Фінал B
| Місце | Спортсмен                                            | Час     |
| ----- | ---------------------------------------------------- | ------- |
| 1     | Вероніка Дереш (POL) Йоанна Дороцяк (POL)            | 7:24,34 |
| 2     | Джаніна-Елена Беляге (ROU) Йонела-Лівія Легачі (ROU) | 7:24,61 |
| 3     | Анне Лолк Томсен (DEN) Юліане Расмуссен (DEN)        | 7:27,36 |
| 4     | Кетлін Бертко (USA) Девері Карц (USA)                | 7:29,96 |
| 5     | Марі-Луїз Дрегер (GER) Фіні Штурм (GER)              | 7:32,73 |
| 6     | Аямі Ойсі (JPN) Тіакі Томіта (JPN)                   | 7:42,87 |

#### Фінал A
| Місце | Спортсмен                                  | Час     |
| ----- | ------------------------------------------ | ------- |
| 1     | Ілсе Пауліс (NED) Майке Гед (NED)          | 7:04,73 |
| 2     | Ліндсей Дженнеріч (CAN) Патрісія Обі (CAN) | 7:05,88 |
| 3     | Хуан Вен'ї (CHN) Пан Фейхун (CHN)          | 7:06,49 |
| 4     | Джулія Едвард (NZL) Софі Маккензі (NZL)    | 7:10,61 |
| 5     | Урсула Гроблер (RSA) Кірстен Макканн (RSA) | 7:11,26 |
| 6     | Шинейд Лінч (IRL) Клер Ламб (IRL)          | 7:13,09 |